# Samuel B. Moore
Samuel B. Moore, född 1789 i North Carolina (i nuvarande Franklin County, Tennessee), död 7 november 1846 i Carrollton, Alabama, var en amerikansk politiker (demokrat). Han var guvernör i delstaten Alabama mellan 3 mars och 26 november 1831.
Moore inledde 1819 sin karriär som advokat i Alabama. År 1830 valdes han till talman i delstatens senat. I den egenskapen fick han tillträda guvernörsämbetet då guvernör Gabriel Moore avgick i mars 1831. Efter mandatperiodens slut i november 1831 efterträddes han av John Gayle.
Moore var talman i delstatens senat på nytt åren 1835–1836. Han arbetade i sex år som domare i Pickens County och återvände sedan till sin advokatpraktik.